# Маркіз Конінгем

Герб маркізів Конінгем.

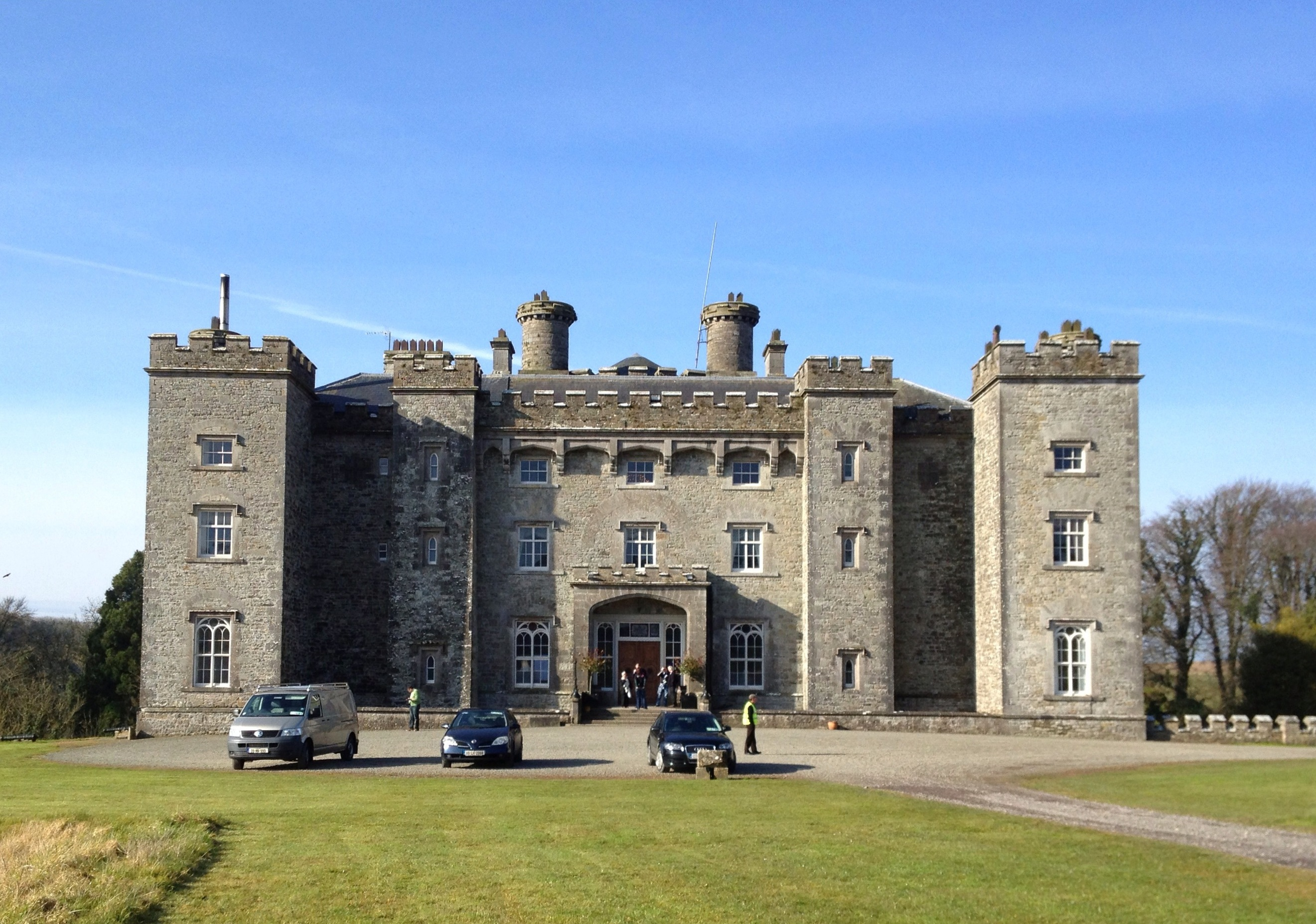
Замок Слейн.

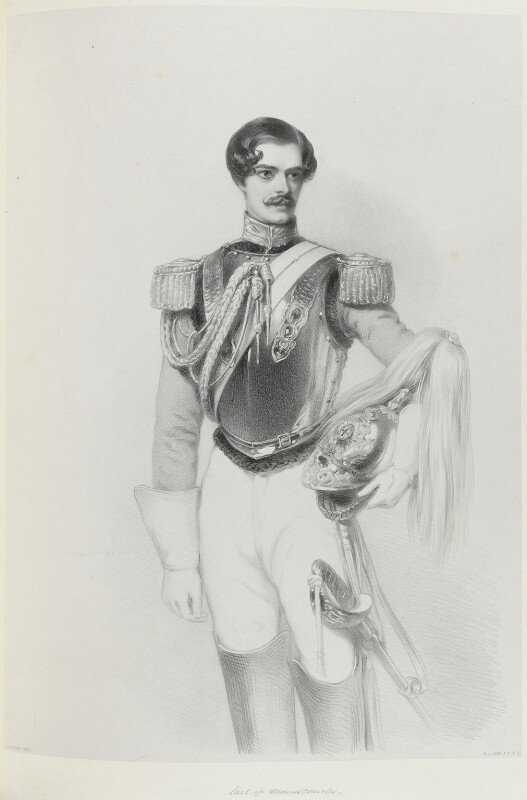
Френсіс Натаніель Конінгем (1797–1876) – II маркіз Конінгем.

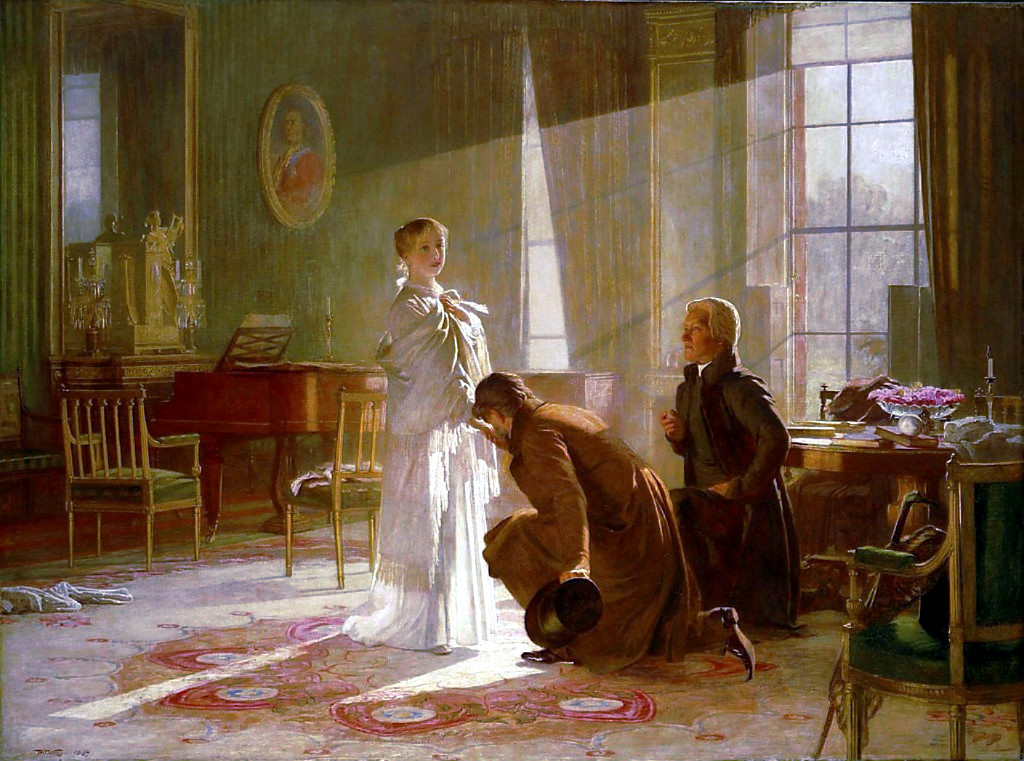
Королева Вікторія отримує новину про своє престолонаслідування від лорда Конінгема (ліворуч) і архієпископа Кентерберійського.

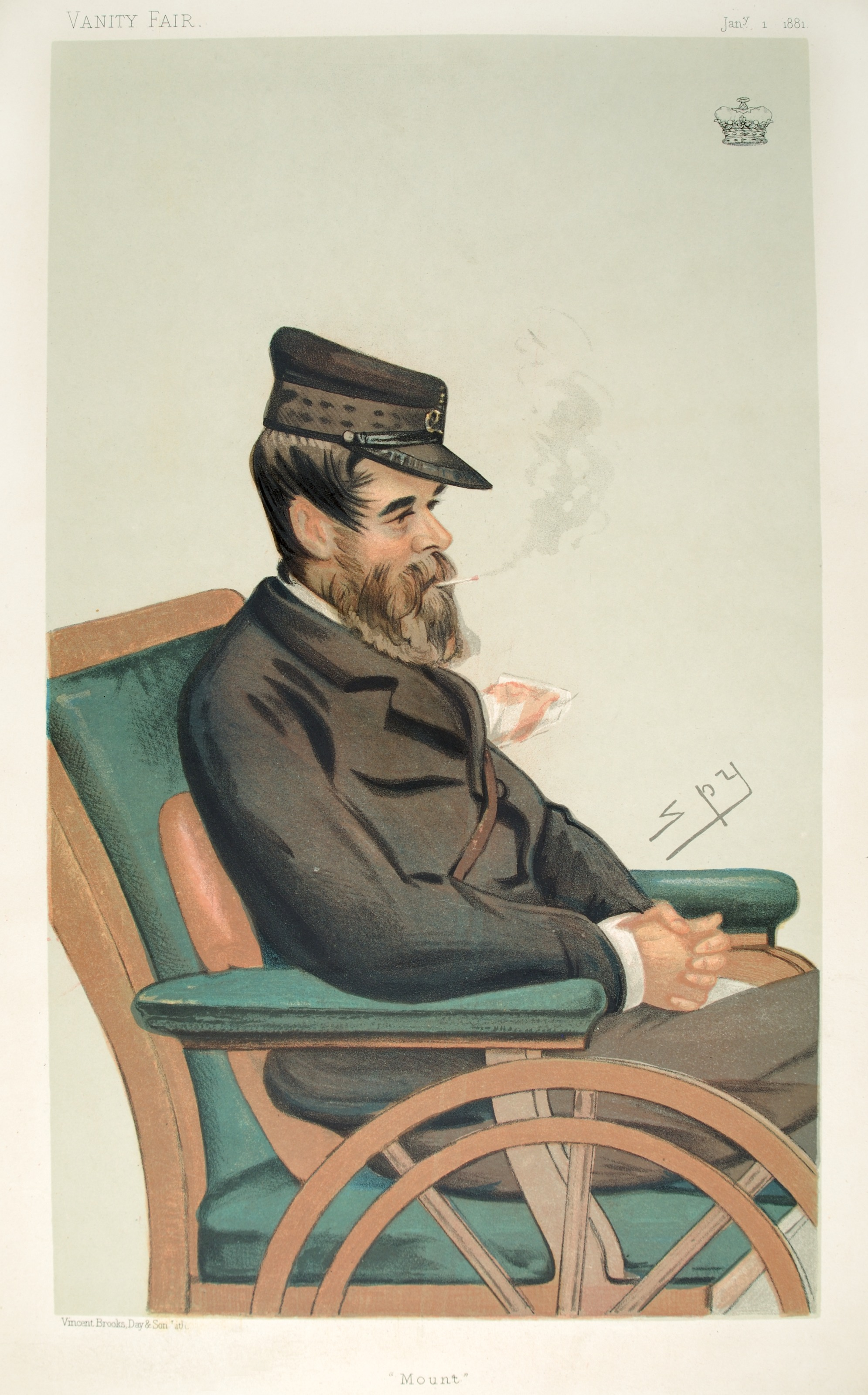
Джордж Генрі Конінгем – III маркіз Конінгем. Карикатура «Кріплення» із серії «Ярмарка марнославства».

Маркіз Конінгем (англ. – Marquess Conyngham) – аристократичний титул в перстві Ірландії.

## Гасло маркізів Конінгем
Over fork over – «Над виделками» (англ.) – натяк на родовий герб

## Історія маркізів Конінгем
Титул маркіз Конінгем з графства Донегол було створено в перстві Ірландії в 1816 році для Генрі Конінгема – І графа Конінгем. Він був внучатим племінником Генрі Конінгема – І графа Конінгем, аристократа шотландського походження, що брав участь в колонізації Ірландії – так званих «плантаціях Ольстера». Він оселився в графстві Донегол на початку XVII століття. «Засновником» династії в Ірландії був преподобний доктор Олександр Конінгем, декан Рафо.
Генрі Конінгем до отримання титулу був депутатом Палати громад парламенту Ірландії, потім депутатом Палати громад парламенту Великої Британії, служив віце-адміралом Ольстера, губернатором графства Донегол, губернатором графства Деррі. У 1753 році він отримав титул барона Конінгем з Маунт-Чарльз, що в графстві Донегол, а в 1756 році він отримав титул віконта Конінгем. Обидва титули були створені в перстві Ірландії. У 1781 році він отримав титул барона Конінгем з Маунт-Чарльз, що в графстві Донегол з правом успадкувати титул його племінником Френсісом Бертоном. У тому ж році він отримав титул графа Конінгем з Маунт-Чарльз, що в графстві Донегол з правом успадкування титулів нащадкам чоловічої статі. Ці титули теж були створені в перстві Ірландії. Лорд Конінгем не мав дітей, і після його смерті в 1781 році титули зникли, крім титулу барона, що успадкував його племінник Френсіс. Він був старшим сином Мері – сестри І графа Конінгем та її чоловіка Френсіса Бертона. Генрі Конінгем (1705 – 3 квітня 1781) був відомим ірландським політиком.  Він був другим сином генерала Генрі Конінгема із замку Слейн та його дружини Мері Вільямс - дочки сера Джона Вільямса, II баронета Вільямс та вдови Чарльза Петті, І барона Шелберн. Після смерті свого брата Вільяма він отримав сімейний маєток. Будучи землевласником, він володів величезними землями та нерухомістю в графствах Міт та Донегол, проводячи більшу частину свого часу за кордоном. Незважаючи на те, що він був британським депутатом, він також контролював кишеньковий ірландський виборчий округ Ньютаун Лімаваді та балотувався від Кіллібегса між 1727 і 1753 роками. У 1765 році його зробили Таємним радником Ірландії. Він одружився з Еллен Мерретт – дочкою Соломона Мерретта та Ребекки Севідж, але не мав дітей. Після його смерті всі його титули вимерли, за винятком барона Конінгема, який спеціальним залишком перейшов до його племінника Френсіса Бертона, який прийняв прізвище Конінгем.
Френсіс Бертон – II барон Конінгем до цього був депутатом Палати громад парламенту Ірландії і після отримання титулу за дозволом корони прийняв герб та прізвище Конінгем. Френсіс Конінгем при народженні носив ім’я Френсіс Пірпойнт Бертон (1725 — 22 травня 1787) був відомим ірландським політиком. Френсіс Бертон був старшим із двох синів Френсіса Бертона з графства Клер та його дружини Мері (уроджена Конінгем). Його дід по батькові, також на ім’я Френсіс Бертон (1640–1714) був депутатом парламенту Ірландії від Енніса в  1691 – 1714 роках. Родина Бертонів була гілкою родини Мусард – лордів Стейвлі, що після норманського завоювання Англії в 1056 році оселилася в Річмонді, Йоркшир. Сер Едвард Бертон (1442–1524) був посвячений у лицарі королем Англії Едвардом IV у 1460 році після Другої битви при Сент-Олбанс, оселився в Лонгнорі, графство Шропшир. Його нащадок Томас Бертон переїхав до Ірландії в 1610 році. Френсіс Бертон З 1753 по 1761 рік був депутатом парламенту Палати громад Ірландії від Кіллібегса. Потім він представляв Клер між 1761 і 1768 роками, місце, яке раніше обіймав його батько. Коли граф Конінгем помер бездітним 3 квітня 1781 року, термін дії всіх титулів закінчився, крім баронства, яке успадкував Бертон. 3 травня 1781 року він змінив своє прізвище на Конінгем за королівською ліцензією. Конінгем був старшим братом Вільяма Бертона Конінгема, що успадкував маєтки свого дядька в Слейні та Донеголі. Коли він помер у 1796 році, він залишив маєтки своєму старшому племіннику, Генрі. 19 березня 1750 Френсіс Бертон одружився з Елізабет Клементс – старшою дочкою Натаніеля Клементса і молодшою сестрою Роберта Клементса, І графа Лейтрім. У них були сини-близнюки і три дочки: 
- Генрі Бертон Конінгем (1766–1832) – І маркіз Конінгем
- Сер Френсіс Натаніель Пірпойнт Бертон Конінгем (1766–1832) - генерал-губернатор Квебеку, одружився з Валентиною Летіцією Лоулесс - дочкою Ніколаса Лоулесса, І барона Клонкаррі
- Кетрін Бертон – вийшла заміж 26 березня 1785 року за преподобного Джона Ширлі Фермора
- Еллена Бертон – вийшла заміж 11 грудня 1777 року за Стюарта Велдона
- Генрієтта Бертон (1765–1831) – не одружилась.

Титул успадкував його старший син-близнюк Генрі, що став III бароном Конінгем. Він був генералом британської армії, потім став одним із перших 28 ірландських перів, що представляли Ірландію в парламенті Об’єднаного Королівства Великої Британії та Ірландії після акту Унії. Він отримав посади губернатора графства Донегол, губернатора графства Клер, лорд-стюарта корони. Він отримав титул віконта Конінгем з Маунт-Чарльз, що в графстві Донегол у 1789 році. Отримав титули графа Конінгем в 1797 році, віконта Слейн, що в графстві Міт, маркіза Конінгем з графства Донегол в 1816 році. Всі ці титули були створені в перстві Ірландії. У 1821 році він отримав титул барона Мінстера з абатства Мінстер, що в графстві Кент у перстві Великої Британії, що дало йому автоматично місце в Палаті лордів Великої Британії. У травні 1789 року він був обраний членом Товариства антикварів. З 1829 року до своєї смерті в 1832 році він служив констеблем і губернатором Віндзорського замку. Лорд Конінгем одружився з Елізабет Денісон - донькою багатого банкіра Джозефа Денісона. У них було троє синів і дві дочки. Їхній старший син, Генрі Конінгем, граф Маунт-Чарльз, помер раніше свого батька. Їхній третій син, лорд Альберт Конінгем, успадкував величезні маєтки Денісона після смерті свого дядька по материнській лінії, взяв прізвище Денісон і став бароном Лондсборо в 1850 році. Маркіза Конінгем була коханкою Георга IV. Лорд Конінгем помер у Гамільтон-Плейс, Лондон, у грудні 1832 року у віці 66 років, і його спадкоємцем став його другий, але старший син Френсіс. Маркіза Конінгем померла в Кентербері, графство Кент, у жовтні 1861 року.
Титул успадкував його другий син Френсіс Натаніел Конінгем, що став II маркізом Конінгем. Як і його батько, він був генералом британської армії, обіймав посади генерального пошмейстера, лорда-розпорядника королівського двору. Він народився в Дубліні, отримав освіту в Ітоні. Він став відомий як лорд Френсіс Конінгем у 1816 році, коли його батько отримав титули маркіз Конінгем і графа Маунт-Чарльз у 1824 році через ранню смерть свого неодруженого старшого брата. У 1818 році Френсіс Натаніел Конінгем був обраний депутатом парламенту від Вестбері і був депутатом до 1820 року. Пізніше він представляв у парламенті  Донегол у 1825–1831 роках після того як він успадкував від свого померлого старшого брата титул графа Маунт-Чарльз. Він служив під керівництвом графа Ліверпуля заступником держсекретаря закордонних справ між 1823 і 1826 роками, потім служив під керівництвом графа Ліверпуля, Джорджа Каннінга, лорда Годериха і герцога Веллінгтона на посаді лорда казначейства між 1826 і 1830 роками. У 1832 році він успадкував титул маркіза від свого батька і став депутатом Палати лордів парламенту Великої Британії. У липні 1834 року він почав працювати в уряді вігів лорда Мельбурна генеральним поштмейстером, цю посаду він зберігав до падіння уряду в грудні того ж року, потім недовго обіймав ту саму посаду з квітня по травень 1835 року. У тому ж році він був приведений до присяги в Таємній Раді Ірландії. Потім був призначений лордом-камергером. Він залишався на цій посаді до 1839 року, коли його наступником став його зять граф Аксбрідж. Лорд Конінгем також був віце-адміралом Ольстера між 1849 і 1876 роками та лордом-лейтенантом графства Міт між 1869 і 1876 роками. Він став кавалером Великого хреста Ганноверського ордену в 1830 році і кавалером ордена Святого Патріка у 1833 році. 21 вересня 1820 року Конінгем поступив на службу корнетом в 22-му легкому драгунському полку, але це призначення не відбулося, і його замінив його брат лорд Альберт Конінгем після того, як він був призначений на цю посаду і потім отримав знання хорунжого і підпоручника 2-го лейб-гвардії полку 23 квітня 1821 року. 24 жовтня 1821 року Френсіс Конінгем отримав звання лейтенанта в 9-му легкому драгунському полку, а 13 грудня він змінив місце служби і став служити в 1-й полку лейб-гвардії. 3 квітня 1823 року він повернувся служити в 17-й легкий драгунський полк і 12 червня 1823 року отримав звання капітана. Потім він служив в Цейлонському полку з 2 жовтня 1827 року. Він став генерал-майором у 1858 році, генерал-лейтенантом у 1866 році та повним генералом у 1874 році. Він був землевласником і володів великими території в Ірландії, зокрема в графстві Донегол (Глентіс, Арранмор і більшу частину баронства Бойлаг) в Ольстері. Він мало цікавився цими маєтками. Згідно з повідомленням Томаса Кемпбелла Фостера в 1845 році для лондонської газети «Таймс» під назвою «Комісар повинен доповісти про стан народу Ірландії», він відвідав цей район один раз у своєму житті на кілька днів. Натомість найняв Джона Бенбоу, депутата англійського парламенту, як свого головного керуючого агента, який відвідував раз на рік, а субагенти збирали орендну плату з орендарів кожні півроку. У доповіді Фостера ці маєтки описані як такі, що «від одного кінця його великого маєтку до іншого, не можна знайти нічого, крім бідності, злиднів, жалюгідного обробітку та нескінченного поділу землі». Оскільки бідність була особливо гострою в маєтках Бертона-Конінгама, Великий голод 1845 – 1852 років був нещасним для його орендарів. Вони виживали на дієті з картоплі та води через постійне підвищення рівня орендної плати, а жителі Арранмора частину року жили на водоростях. Включно з усім графством Донегол, а не лише з територій, контрольованих Бертоном-Конінгемом, близько 13 000 ірландців загинули внаслідок голоду з 1845 по 1850 роки, а ще багато емігрували. Бертон-Конінгем продав маєток Аранмор у 1847 році земельному спекулянту Волтеру Чорлі з Белфаста за 200 фунтів стерлінгів, який виявився більш зацікавленим у маєтку, але також набагато безжальнішим (він вирішив виселити всіх суборендаторів, багато з яких втекли до міста Донегол, в той час як інші жителі острова були відправлені до Великих озер Північної Америки). У молодості лорд Конінгем був почесним пажем принца-регента (пізніше короля Георга IV). Між 1820 і 1830 роками він служив охоронцем опочивальні та магістром мантій короля Георга IV. Як лорд-камергер, після смерті Вільгельма IV йому випала місія піти з архієпископом Кентерберійським до Кенсінгтонського палацу о 5 годині ранку 20 червня 1837 року, щоб повідомити принцесі Вікторії, що вона стала королевою Великої Британії та Ірландії. Він був першим, хто звернувся до неї «Ваша Величносте». 23 квітня 1824 року він одружився з леді Джейн Паджет – дочкою Генрі Педжета, І маркіза Англсі. У них було шестеро дітей: 
- Джордж Генрі Конінгем (1825–1882)  – III маркіз Канінгем
- Леді Джейн Конінгем (1826–1900) – вийшла заміж за Френсіса Спенсера, 2-го барона Черчилля, і мала дітей.
- Леді Френсіс Керолайн Марта Конінгем (1827–1898) – вийшла заміж за Густавуса Ламбарта і мала дітей.
- Леді Елізабет Джорджіана Конінгем (1829–1904) – вийшла заміж за Джорджа Фінч-Хаттона, ХІ графа Вінчілсі.
- Леді Сесілія Августа Конінгем (1831–1877) – вийшла заміж за сера Теодора Брінкмена, II  баронета Брінкмен, і мала дітей.
- Лорд Френсіс Натаніель Конінгем (1832–1880) – відомий політик.

Леді Конінгем – померла у Фолкстоні, графство Кент, у січні 1876 року у віці 77 років. Лорд Конінгем пережив її лише на п’ять місяців і помер у Лондоні в липні 1876 року у віці 79 років після операції з літотомії.
Титул успадкував його старший син Джордж Генрі Конінгем, що став III маркізом Конінгем. Він дослужився до посади лорд-лейтенанта Ірландії. Він народився 3 лютого 1825 року і був хрещений у церкві Святого Джеймса, Вестмінстер. Він вступив в армію хорунжим 2-го драгунського полку 31 грудня 1844 року. 28 квітня 1848 року отримав звання хорунжого та підпоручника 1-го лейб-гвардії полку. 19 жовтня 1850 року отримав звання лейтенанта. Окрім військової кар’єри, він служив державним управителем лорда-лейтенанта Ірландії (лорда Кларендона) з 1847 по 1852 рік. Він отримав звання капітана 1-го лейб-гвардії 4 серпня 1854 року, потім отримав звання майора та підполковника 24 серпня 1861 року. Одночасно він служив у йоменрі, отримавши звання капітана Королівського стрілецького війська Східного Кента 20 квітня 1859 року, звання майора 24 червня 1862 року та підполковника 2 лютого 1863 року. 24 серпня 1866 року йому було присвоєно повний чин полковника. 17 липня 1876 року він успадкував титул від свого батька маркіза Конінгем в перстві Ірландії та барона Мінстер в перстві Об’єднаного Королівства Великої Британії та Ірландії, а 2 липня 1877 року він зайняв своє місце в Палаті Лордів парламенту Великої Британії. У політиці був лібералом. Як і його батько, він займав посаду віце-адмірала Ольстера. 1 жовтня 1877 року він отримав звання генерал-майора і пішов у відставку в почесному званні генерал-лейтенанта 1 жовтня 1881 року. Він помер у віці 57 років 2 червня 1882 року на Белгрейв-сквер. Його поховали в Патріксборні. Його вдова померла в Маунт Аскот 28 листопада 1907 року і була похована 3 грудня в Біфронсі. 17 червня 1854 року він одружився з леді Джейн Сент-Мор Бланш – єдиною донькою та спадкоємицею Чарльза Стенгоупа, IV графа Гаррінгтона. У них було семеро дітей:
- Леді Бланш (1856 – 13 квітня 1946)
- Генрі Френсіс (1 жовтня 1857 – 28 серпня 1897) – одружився з Френсіс Елізабет Сарою Евелі-де-Молейнс, донькою Дейролла Евелі-де-Молейна, IV барона Вентрі. У них було семеро дітей.
- Леді Констанс Августа (1859 – 14 червня 1941) – вийшла заміж за Річарда Генрі Комба, правнука лорда-мера Лондона Гарві Крістіана Комба. У них був один син і чотири дочки.
- Леді Джейн Сеймур (1860 – 30 жовтня 1941) – вийшла заміж за капітана Крістіана Комба, брата Річарда, чоловіка її сестри. У них було четверо дітей.
- Леді Елізабет Мод (1862 – 27 травня 1949) – вийшла заміж за капітана Фредеріка Вільяма Рамсдена, онука сера Джона Рамсдена, IV баронета і правнука Едварда Лоу, І барона Елленборо.
- Леді Флоренс (пом. 28 січня 1946 р.) – вийшла заміж за лейтенанта Бертрама Френкленда Френкленд-Рассела-Астлі, онука сера Джейкоба Естлі, IV баронета. У них був син і дочка.

Титул успадкував його старший син Генрі Френсіс Конінгем, що став IV маркізом Конінгем. Він обіймав посаду віце-адмірала Ольстера. Двоє його синів – Віктор Джордж Генрі Френсіс Конінгем, що став V маркізом Конінгем, ад’ютантом генерал-лейтенанта сера Джона Гренфелла Максвелла під час Першої світової війни і помер 9 листопада 1918 року в Йорку, і Фредерік Вільям Генрі Бертон Конінгем, що став VII маркізом Конінгем у 1974 році.
Титул успадкував його син Генрі Вівен Пірпойнт Конінгем, що став VIII маркізом Конінгем у 2009 році.

## Інші відомі люди родини Конінгем
- Генрі Конінгем (помер у 1706 році) – батько І графа Конінгем (титул створено в 1718 році), був генерал-майором британської армії, загинув під час війни за іспанську спадщину.
- Френсіс Бертон (помер у 1743 році) – батько II барона Конінгем, був депутатом Палати громад парламенту Ірландії від Колрейн та графства Клер.
- Вільям Конінгем (прийняв прізвище Конінгем замість прізвища Бертон в 1781 році) – молодший син Френсіса Бертона, молодший брат II барона Конінгем, депутат парламенту Ірландії, служив в казначействі Ірландії.
- Сер Френсіс Бертон – другий син II барона Конінгем, був колоніальним адміністратором і депутатом парламенту від графства Клер.
- Елізабет Конінгем – маркіза Конінгем, дружина І маркіза Конінгем, була коханкою короля Великої Британії Георга IV.
- Генрі Френсіс Конінгем – граф Маунт-Чарльз, старший син І маркіза Конінгем, Був депутатом Палати громад парламенту від графства Донегол, але помер раніше свого батька, не був одружений.
- Лорд Альберт Денісон Конінгем – третій син І маркіза Конінгем, прийняв прізвище Денісон замість Конінгем у 1849 році після того, як успадкував величезний капітал свого дядька по материнській лінії Вільяма Джозефа Денісона, і наступного року був підвищений до перства як барон Лондсборо.
- Леді Джейн Конінгем – друга донька І маркіза Конінгем, була леді опочивальні королеви Вікторії.
- Лорд Френсіс Конінгем – другий син II маркіза Конінгем, був депутатом парламенту від графства Клер.

Резиденція маркізів Конінгем – замок Слейн, що стоїть у графстві Міт. До цього родинною резиденцією був Маунтчарлз-Холл, що поблизу міста Донегол на півдні графства Донегол.

## Барони Конінгем (1753)
- Генрі Конінгем (1705–1781) – отримав титули віконта Конінгем в 1756 році, графа Конінгем в 1781 році.

## Барони Конінгем (1781)
- Френсіс Пірпойнт Конінгем (помер 1787) – II барон Конінгем, племінник Генрі Конінгема, І графа Конінгем
- Генрі Конінгем (1766–1832) – III барон Конінгем  (отримав титули віконта Конінгемом у 1789 році, графа Конінгем у 1797 році, віконта Слейн, графа Маунт-Чарльз, маркіза Конінгем у 1816 році, барона Мінстер у 1821 році)

## Маркізи Конінгем (1816)
- Генрі Конінгем (1766–1832) – І маркіз Конінгем
- Генрі Френсіс Конінгем (1795–1824) – граф Маунт-Чарльз
- Френсіс Натаніель Конінгем (1797–1876) – II маркіз Конінгем
- Джордж Генрі Конінгем (1825–1882) – III маркіз Конінгем
- Генрі Френсіс Конінгем (1857–1897) – IV маркіз Конінгем
- Віктор Джордж Генрі Френсіс Конінгем (1883–1918) – V маркіз Конінгем
- Фредерік Вільям Бертон Конінгем (1890–1974) – VI маркіз Конінгем
- Фредерік Вільям Генрі Френсіс Конінгем (1924–2009) – VII маркіз Конінгем
- Генрі Вів’єн Пірпонт Конінгем (нар. 1951) – VIII маркіз Конінгем

Спадкоємцем титулу є син нинішнього власника титулу Олександр Бертон Конінгем – граф Маунт-Чарльз (народився в 1975 році). Спадкоємцем спадкоємця титулу є його син Рорі Ніколас Бертон Конінгем, віконт Слейн (2010 р. н.).